# Till-Moyland
Till-Moyland ist ein Ortsteil der Gemeinde Bedburg-Hau im Kreis Kleve, Nordrhein-Westfalen. Der Ortsteil hat rund 830 Einwohner.

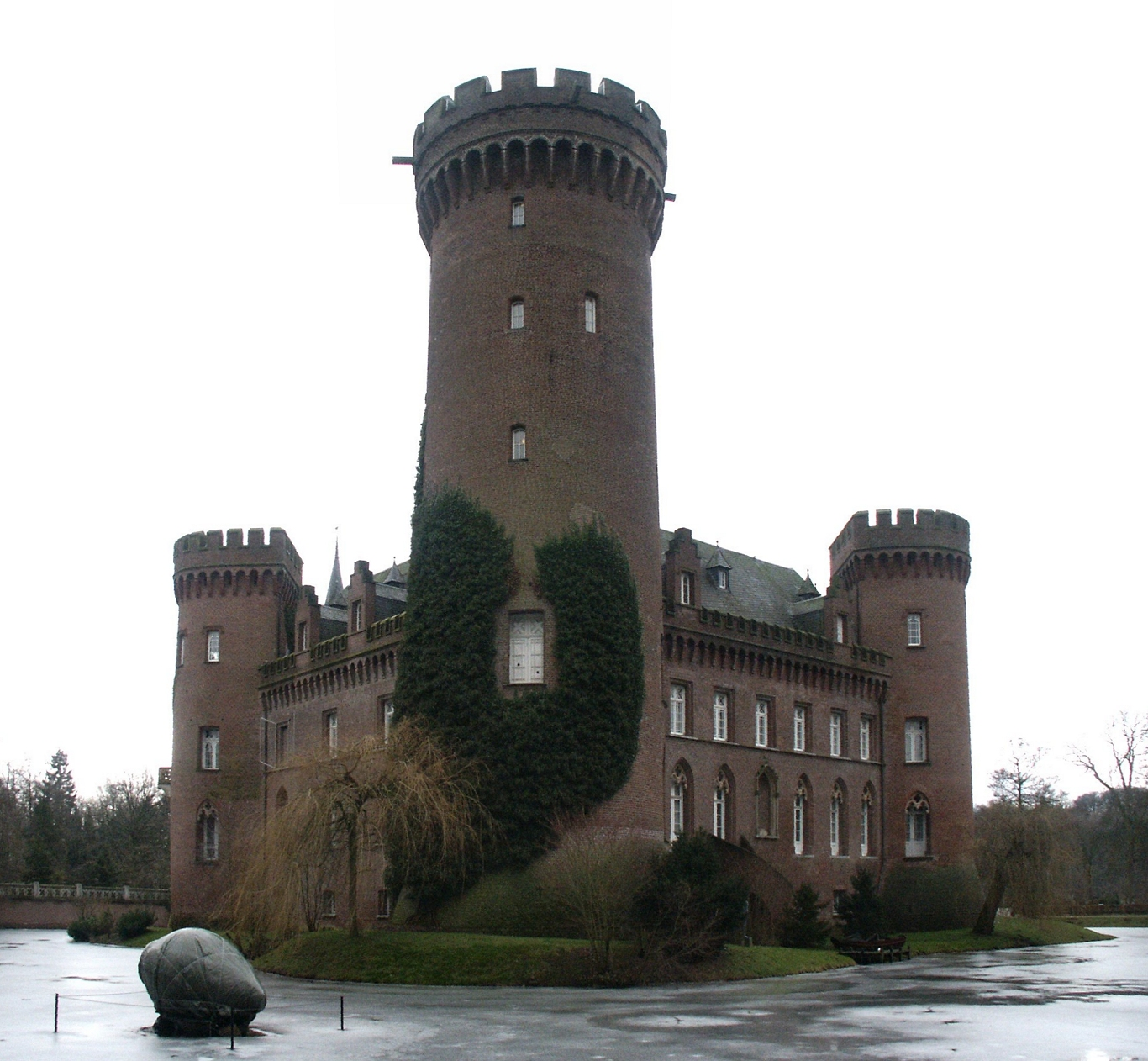
Schloss Moyland

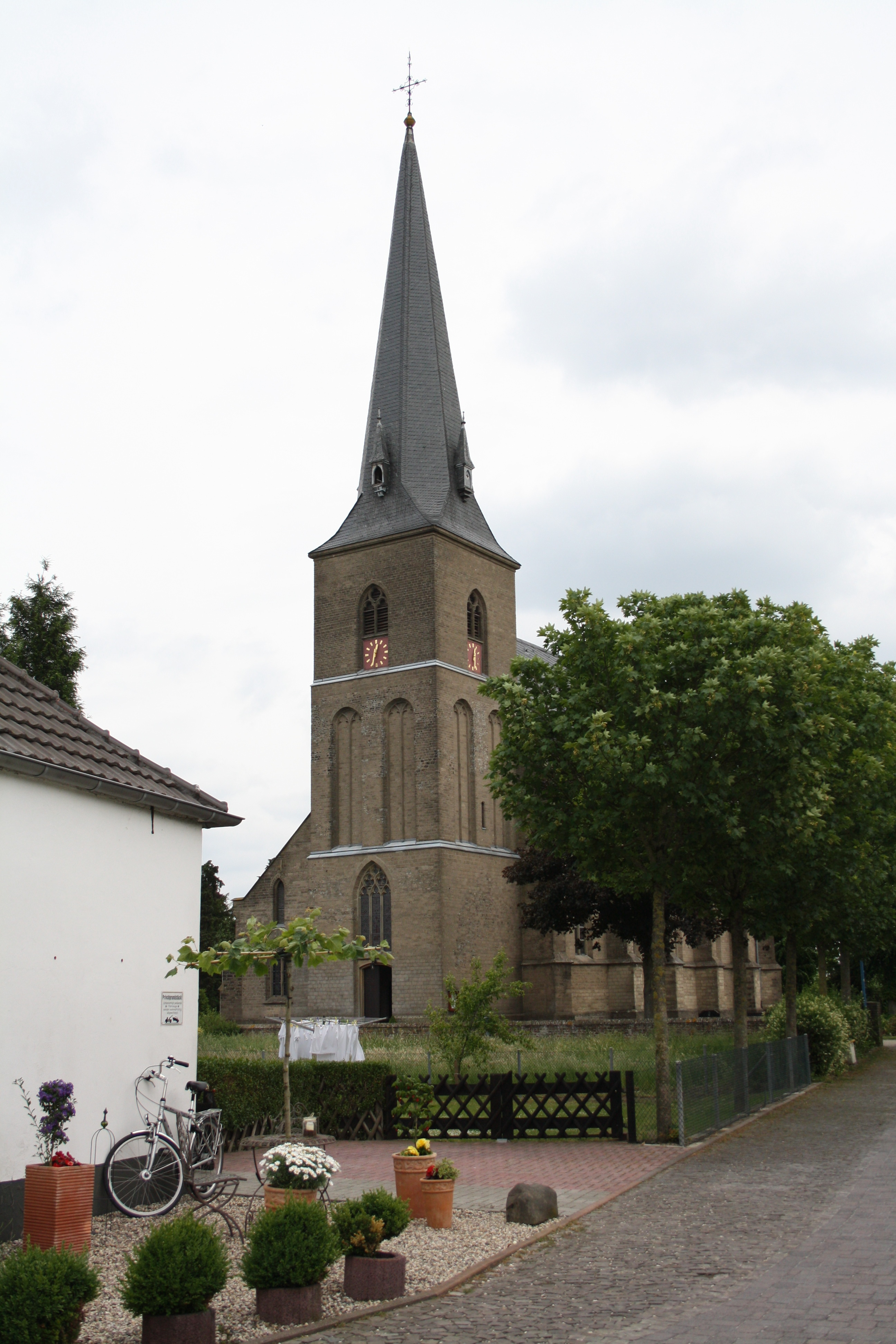
Kirche St. Vincentius in Till

## Geschichte
Aus römischer Zeit stammt das 2015 entdeckte Legionslager. Ein Kerngebiet sowie das es umgebende Gelände sind als Teil des Welterbes „Niedergermanischer Limes“ unter Schutz der UNESCO gestellt.
Der Hof Till wird 1257 erstmals genannt. Er war im Besitz der Klever Grafen. Eine Pfarrkirche wird 1292 erwähnt, hat aber wohl schon im 9./10. Jahrhundert bestanden, wie die Inschriften zweier heute verschollener Inschriftsteine bezeugen. Auch existiert heute noch der Taufstein der Vorgängerkirche um 1200. Die heutige Kirche St. Vincentius stammt aus dem späten 15. Jahrhundert und wurde nach 1850 durchgreifend erneuert.
1294 begannen in der Gegend von Till umfangreiche Kolonisierungsmaßnahmen. Till gehörte im 14. Jahrhundert zum klevischen Amt Monterberg und später zum Amt Kleverhamm.
Südlich von Till liegt das 1307 erstmals erwähnte Moyland, wo Ritter Roland Hagedorn um 1350 die Burg Moyland errichtete. Seit 1997 ist hier das Museum Schloss Moyland untergebracht. Bei Schloss Moyland besteht seit der zweiten Hälfte des 17. Jahrhunderts eine evangelische Kirche.
Auf Schloss Moyland trafen sich 1740 der französische Philosoph und Schriftsteller Voltaire und der im selben Jahr ernannte preußische König Friedrich II.
Im nahegelegenen Klever Reichswald und im Umfeld des heutigen Ortes Bedburg-Hau fand im Februar 1945 des Zweiten Weltkrieges die sogenannte Schlacht im Reichswald statt. Nach dieser Schlacht konnten die Alliierten anschließend bei Wesel einen Brückenkopf über den Rhein schlagen und somit das Ruhrgebiet einnehmen.
Am 1. Juli 1969 wurde Till-Moyland nach Bedburg-Hau eingemeindet.

### Wappen
| Wappen der früheren Gemeinde Till-Moyland | Blasonierung: „In Rot und Silber (Weiß) geteiltem Schild oben ein silberner (weißer) mit einem schwarzen Mühleisen belegter Mühlstein, unten drei rote Schrägbalken.“ |
| Wappen der früheren Gemeinde Till-Moyland | Wappenbegründung: Das Wappen wurde am 8. März 1963 vom nordrhein-westfälischen Innenminister verliehen. Der Mühlstein aus dem Siegel des einstigen Schöffengerichtes von Till ist das Märtyrerattribut des Ortspatrons Vincentius. Die drei roten Schrägbalken sind dem Wappen des einstigen Grundherrn auf Schloss Moyland, des Freiherrn Alexander von Spaen, entnommen, der 1678 die beiden Herrlichkeiten Till und Moyland zusammenführte. |

### Banner
|  | 00Banner: „Das Banner zeigt auf einer quergeteilten Bahn oben in Rot einen weißen mit einem schwarzen Mühleisen belegten Mühlstein, unten in Weiß drei rote Schrägbalken.“ |